# Belichtung (Fotografie)
Belichtung nennt man in der Fotografie das Einwirken der unterschiedlichen Lichtverteilung eines Aufnahmegegenstandes auf dem fotografischen Film oder dem Bildsensor, um ein Bild zu erhalten. Sie repräsentiert die zur Aufnahme beitragende Lichtmenge und wird also von der Beleuchtung und Reflexion des Aufnahmegegenstands, von der Öffnungsweite des Objektivs sowie von der Verschlusszeit {\displaystyle t} der Kamera beeinflusst. Die Belichtung ist ausgewogen, wenn Lichter und Schatten im Bild noch Zeichnung aufweisen und muss auf die Lichtempfindlichkeit des Films oder Bildsensors abgestimmt werden.

## Definition
Bei zeitlich konstanter Beleuchtungsstärke {\displaystyle E_{\mathrm {v} }} im fotografischen Bild ergibt sich die Belichtung {\displaystyle H_{\mathrm {v} }} wie folgt:
{\displaystyle H_{\mathrm {v} }=E_{\mathrm {v} }\cdot t}.
Die Belichtung wird in der Einheit Luxsekunde (lx s) angegeben.
Der Belichtungsindex {\displaystyle S_{i}} ist umgekehrt proportional zur Belichtung:
{\displaystyle S_{i}={\frac {10\,{\text{lx s}}}{H_{\mathrm {v} }}}}
Bei vorgegebenem (gemessenem) Lichtwert {\displaystyle LW} und vorgegebenem Belichtungsindex {\displaystyle S_{i}} hat der Fotograf die Wahl der Kombination entweder „kürzere Belichtungszeit {\displaystyle t} und kleinere Blendenzahl {\displaystyle k} (also größere Blendenöffnung)“, oder „längere Belichtungszeit {\displaystyle t} und größere Blendenzahl {\displaystyle k} (also kleinere Blendenöffnung)“:
{\displaystyle 2^{LW}={\frac {t_{0}\cdot k^{2}}{t\cdot S_{i}}},\,{\text{mit}}\,t_{0}=100\,{\text{s}}}

## Empfindlichkeit

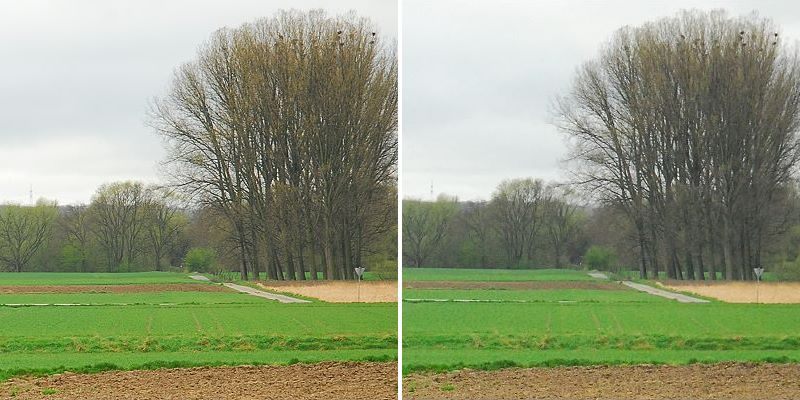
Kontrastwiedergabe in Abhängigkeit von der Empfindlichkeit

Die Lichtempfindlichkeit von Filmen und Bildsensoren sowie der Belichtungsindex einer fotografischen Aufnahme werden heute häufig nach den Vorzugswerten der technischen Norm ISO 5800 angegeben. Die Reihe der gängigen Werte lautet:
ISO 100 – 200 – 400 – 800 – 1600 – 3200 – 6400 – 12800 – 25600
Dabei bedeutet die aufsteigende Zahlenfolge nicht nur rechnerisch eine Verdopplung des vorausgehenden Wertes, sondern ein Film mit der nächsthöheren ISO-Angabe ist auch doppelt so lichtempfindlich wie der vorausgehende, in umgekehrter Reihenfolge halb so lichtempfindlich.
Die Wahl des Belichtungsindexes hängt zunächst vom Motivkontrast ab. Ist der Unterschied zwischen Licht (nicht weiß) und Schatten (nicht schwarz) im Motiv sehr groß, besitzt es also eine große Anzahl von fein differenzierten Zwischentönen, wählt man einen hohen Belichtungsindex, weil dieser eine flachere Gradation aufweist und somit feinere Details wiederzugeben in der Lage ist. Dementsprechend wählt man bei geringem Motivkontrast einen niedrigen Belichtungsindex, weil die Gradation hier steiler ist und weniger differenzierte Zwischentöne umfasst.
Mit zunehmender Lichtempfindlichkeit steigt aber bei Filmen das Sichtbarwerden seiner Körnigkeit und mit zunehmendem Belichtungsindex steigt bei Digitalkameras das Bildrauschen. Daher sollten bei einer fotografischen Aufnahme nicht zu hohe Werte gewählt werden. Ein niedriger Belichtungsindex empfiehlt sich, wenn etwa Dokumente abgelichtet oder unter gestalterischem Gesichtspunkt nur wenige Details kontrastreich wiedergegeben werden sollen oder das Aufnahmelicht stark ist. Ein hoher Belichtungswert ist sinnvoll, wenn das Aufnahmelicht schwach ist.
Belichtung und Belichtungsindex hängen nicht von der Empfindlichkeit des Aufnahmemediums ab, sondern sind allein durch die aufgenommene Lichtmenge bestimmt, die durch die Beleuchtung des Aufnahmegegenstands sowie durch die eingestellten Werte für Blende und Belichtungszeit beeinflusst werden kann.

## Blende

Einfluss der Blende auf die Belichtung und die Schärfentiefe

Blende ist einmal eine meist aus dünnen einzelnen Lamellen gebildete Irisblende in den Objektiven, deren Durchmesser sich durch das Drehen eines Ringes außen an den Objektiven oder indirekt über einen Motor durch Einstellung an der Kamera vergrößern oder verkleinern lässt. Sodann bedeutet Blenden(-zahl) auch das Verhältnis von Öffnung zu Brennweite eines optischen Systems. Ein Teleobjektiv beispielsweise von 50 mm freier Öffnung (D) und 200 mm Brennweite (f) besitzt die Blende D : f = 50 : 200 = 1 : 4, auch f / 4 geschrieben. Die Öffnung selbst wird im Gegensatz zu anderen optischen Geräten bei den fotografischen Objektiven nicht angegeben, weil sie für die fotografische Praxis ohne weitere Bedeutung ist. Genannt werden nur Brennweite und Blende, also: 200 mm – f / 4, wobei die angegebene Blende (hier 4) die größte einstellbare des Objektivs und damit seine Lichtstärke bezeichnet. Übliche Blendenzahlen sind in der Blendenreihe mit den folgenden Vorzugswerten enthalten:
f / 1,4 – 2 – 2,8 – 4 – 5,6 – 8 – 11 – 16 – 22
Dabei sind kleine Blendenzahlen – also große Öffnungen – nur bei Festbrennweiten realisierbar. Zwischenstufen sind möglich, so weisen viele Zoomobjektive eine Anfangsöffnung von f / 3,5 auf, welches der Stufe zwischen 2,8 und 4 entspricht.
Da die Blende ein reziproker Wert ist, bedeutet eine große, weit geöffnete Blende eine kleine Blendenzahl und eine kleine, eng geschlossene Blende eine große Blendenzahl. In der angegebenen Reihenfolge wird von Stufe zu Stufe die Lichtstärke des Objektivs und damit die auf das Aufnahmemedium einwirkende Belichtung geviertelt, in umgekehrter Reihenfolge vervierfacht. So bezeichnet man den Unterschied in der Belichtung, der durch Verstellen um eine Blende zustande kommt, als Blendenwert, auch Lichtwert (LW) genannt. Somit entspricht ein Blendenwert einer Lichtempfindlichkeitstufe. Daher kann ein Bild beispielsweise, das mit ISO 400 und Blende 16 belichtet wurde, bei gleichbleibender Belichtungszeit mit demselben Belichtungsergebnis auch mit ISO 200 und Blende 11 gemacht werden.
Die Blende dient aber nicht nur der Belichtungssteuerung, sondern sie legt auch die Schärfentiefe im Bild fest. Soll sich das zu fotografierende Objekt von unscharfem Hintergrund abheben, wählt man eine große Blende. Soll dagegen vom Vordergrund bis in den Hintergrund hinein gleichermaßen Schärfe liegen, nimmt man eine kleine Blende.
Das Abblenden eines Objektivs kann aber nicht beliebig betrieben werden, denn sein optisches Auflösungsvermögen ist proportional zu seinem Öffnungsverhältnis (D : f). Je größer die Öffnung und je kleiner die Brennweite, umso größer ist das Auflösungsvermögen. Mit dem Schließen der Blende wird bei gleichbleibender Brennweite daher auch das Auflösungsvermögen des Objektivs herabgesetzt. Ähnlich verhält es sich mit dem Auflösungsvermögen eines Films oder Sensors, das seiner Körnigkeit beziehungsweise der Anzahl seiner Pixel entspricht. Je feinkörniger desto höher ist die Auflösung. Vergleicht man nun die Auflösungsvermögen von Objektiv und Aufnahmemedium miteinander, gelangt man gewöhnlich bei Blende 16 in den Bereich, bei dem das Auflösungsvermögen des Objektivs das Auflösungsvermögen des Aufnahmematerials unterläuft. Allgemeine Bildunschärfe ist die Folge.

## Zeit

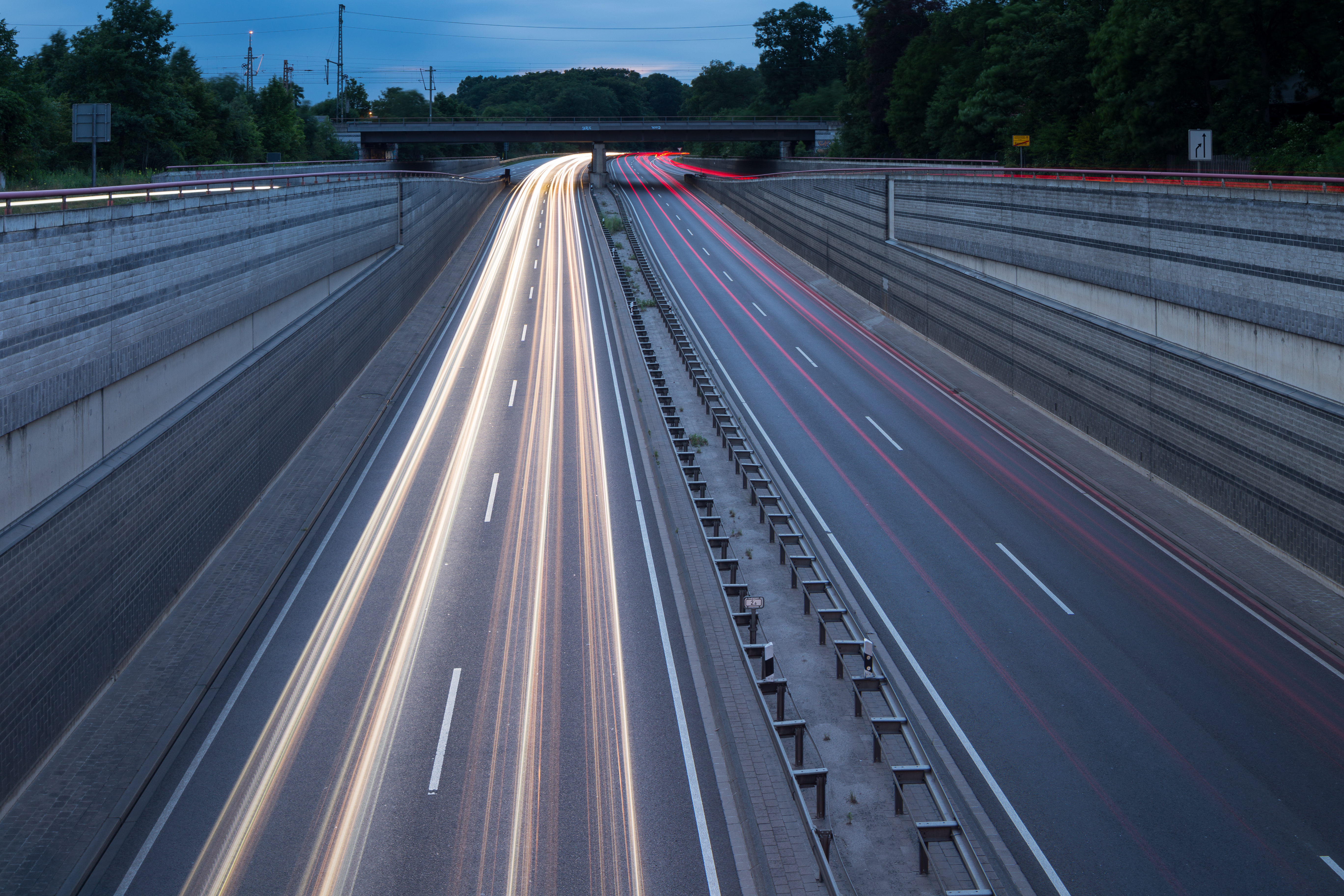
Je länger die Belichtung, desto deutlicher werden die Leuchtspuren der Autoscheinwerfer.

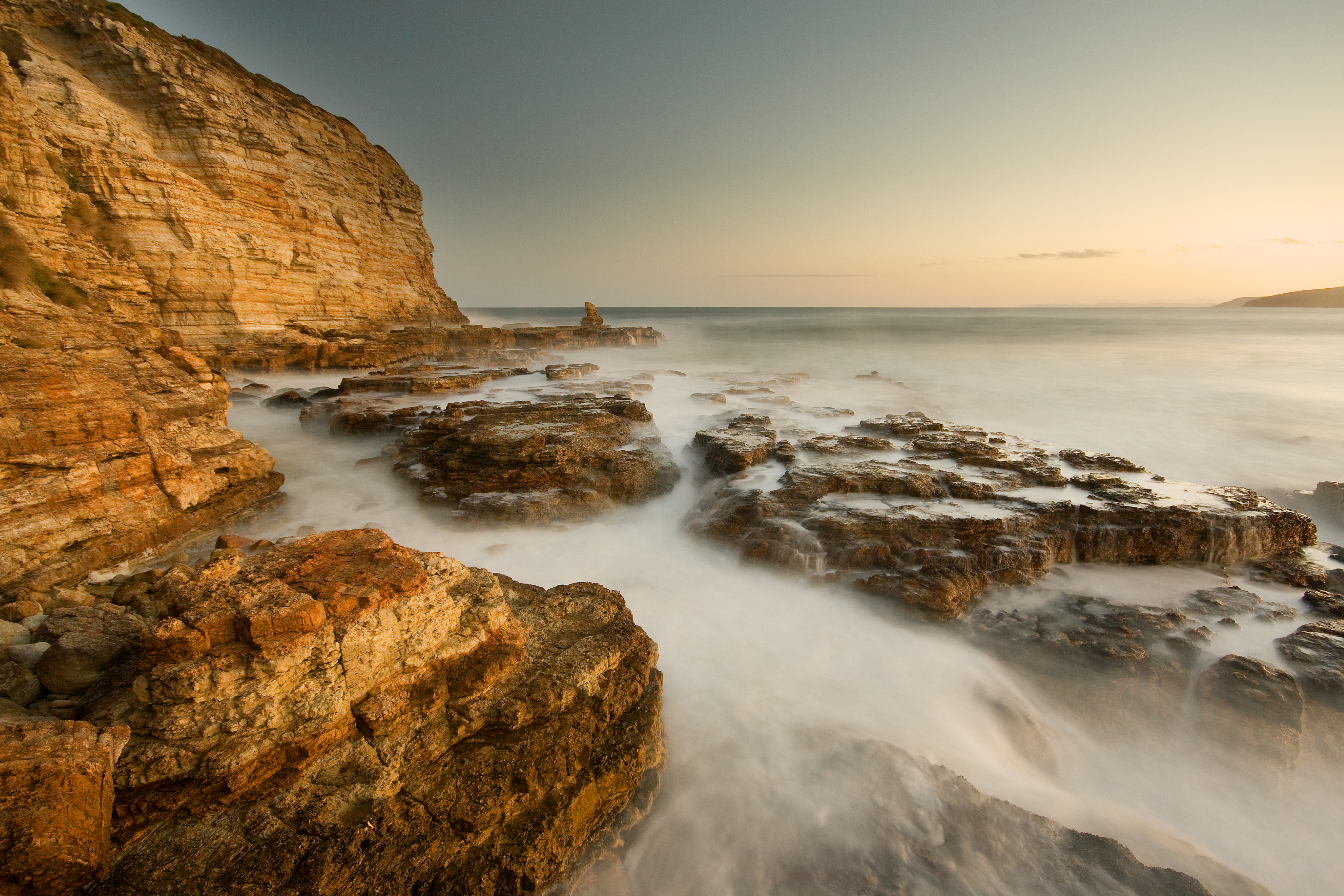
Mit der Belichtung von 15 Sekunden erscheint die Gischt an den Felsklippen wie ein Nebel.

Belichtungszeit ist die Dauer, für die sich der Verschluss der Kamera öffnet und das Aufnahmemedium dem durch das Objektiv projizierten Bild aussetzt. Übliche Belichtungszeiten sind:
1/8 – 1/15 – 1/30 – 1/60 – 1/125 – 1/250 – 1/500 – 1/1000 – 1/2000 s
Wie bei der Blende wird auch hier in der angegebenen Reihenfolge die auf das Aufnahmemedium einwirkende Belichtung von Stufe zu Stufe halbiert, in umgekehrter Reihenfolge verdoppelt, so dass man auch den Unterschied zwischen zwei Werten in der Zeitreihe als Blendenwert oder Lichtwert bezeichnet.
Kurze Belichtungszeiten werden verwendet, wenn das Aufnahmelicht sehr hell ist oder um Bewegung zu stoppen, lange Belichtungszeiten, wenn das Aufnahmelicht schwach ist oder um Wisch- oder Fließeffekte zu erzielen. Bei Belichtungszeiten von 1/125 s an abwärts besteht insbesondere bei langen Brennweiten wegen des Vergrößerungseffekts Verwacklungsgefahr, so dass Blitzlichteinsatz oder ein Stativ erforderlich werden.
Weil sowohl in der Blenden- als auch in der Zeitreihe die Lichteinwirkung in aufsteigender Reihenfolge halbiert und in absteigender Reihenfolge verdoppelt wird, lassen sich die für eine korrekte Belichtung erforderlichen Werte für die Blende und die Zeit gegeneinander verschieben. So erhält man dasselbe Belichtungsergebnis, wenn man statt mit Blende 8 und 1/250 s mit weiter geöffneter Blende 5,6 aber verkürzter Zeit 1/500 s belichtet. Bessere Kameras bieten diese Verschiebung des Zeit-/Blendenpaares als „Program Shift“ oder mit ähnlichen Bezeichnungen an.
Bei kürzeren Belichtungszeiten als etwa 1/1000 s und bei längeren Belichtungszeiten über einer Sekunde gilt diese Regel bei Aufnahmen auf fotografischem Film allerdings nicht mehr uneingeschränkt, denn tatsächlich wird in beiden Fällen für eine ausgewogene Belichtung mehr Licht benötigt, als die Regel angibt. Im Kurzzeitbereich spricht man vom Kurzzeiteffekt, im Langzeitbereich nach seinem Entdecker vom Schwarzschildeffekt.

## Messung
Die Ermittlung von korrekter Blende und Zeit erfolgt mit Belichtungsmessern.

Reflexion des Lichts in 18 %-Stufen

Alle fotografischen Aufnahmemedien und Messgeräte sind auf ein sogenanntes mittleres Grau kalibriert, was deshalb möglich ist, weil sich alle Farben von der Helligkeitsverteilung her auf die verschiedenen Töne des Grau reduzieren lassen. Dabei wird die durchschnittliche Lichtreflexion in Innenräumen zugrunde gelegt, die der Reflexion von 18 % des auffallenden Lichts entspricht. Der Unterschied zwischen diesem Grau und neunzigprozentigem Weiß, das gerade noch ein wenig Zeichnung wiedergibt, beträgt zwei Blendenwerte.
Bei den Belichtungsmessern gibt es zwei Arten, Licht zu messen, nämlich die Lichtmessung und die Objektmessung.
Die Lichtmessung kann zum einen am Motiv erfolgen. Dabei muss man zum Motiv hingehen, was nicht immer möglich ist. Diese Art der Messung kommt nur bei Handbelichtungsmessern vor, wobei das auf das Motiv einfallende Licht gemessen und der Belichtungsmesser mit vorgeschobener Kalotte vom Motiv aus in Richtung Kamera gehalten wird.
In umgekehrter Richtung, bei der Messung von der Kamera zum Motiv hin, handelt es sich um Objektmessung. Dabei wird das vom Motiv reflektierte Licht gemessen. Diese Art der Lichtmessung findet sich bei allen in die Kamera eingebauten Belichtungsmessern, ist aber auch eine Einsatzmöglichkeit der Handbelichtungsmesser, bei denen dann die Kalotte zur Seite zu schieben ist.

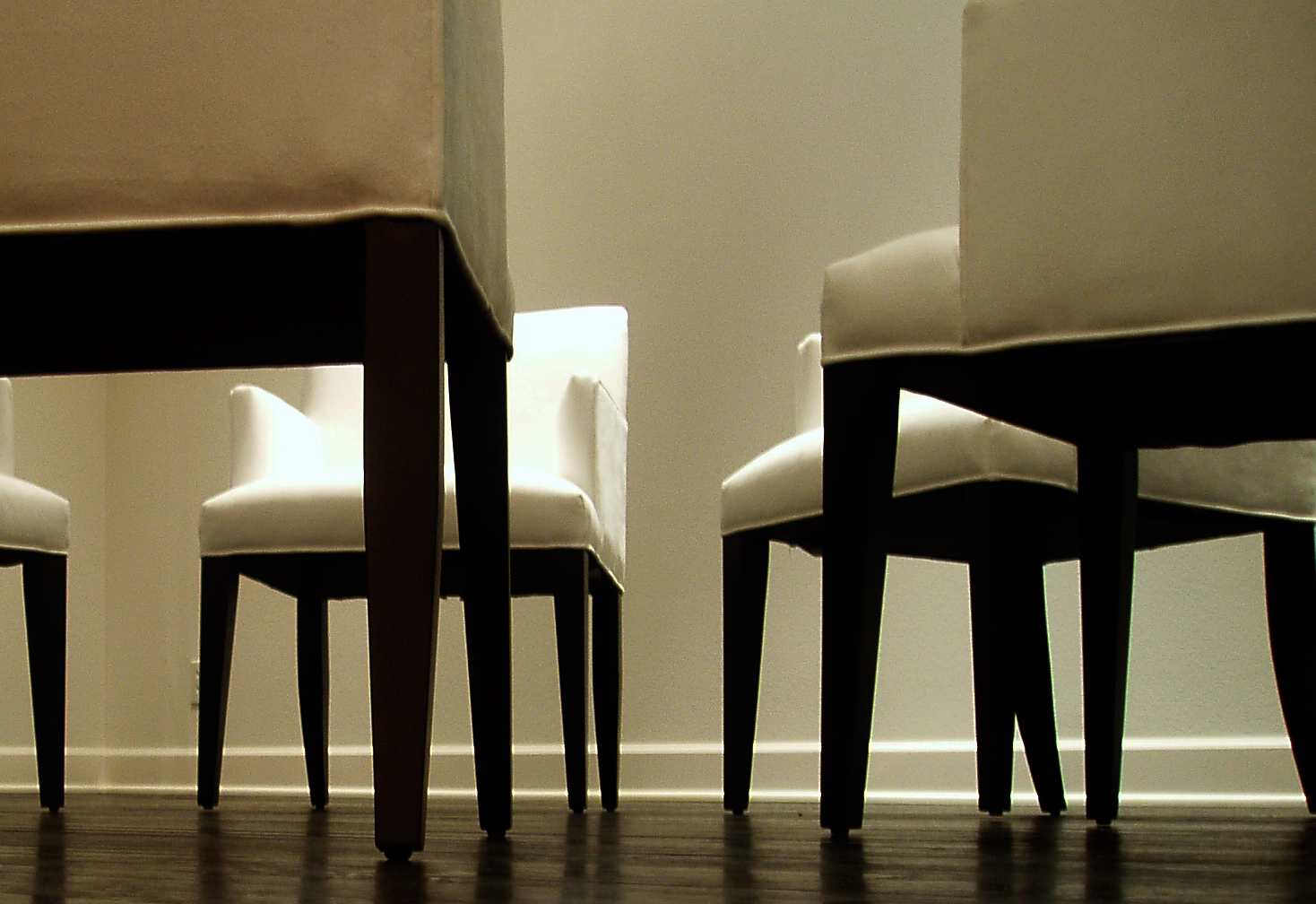
Gezielte Überbelichtung eines Bildteils aus ästhetischen Gründen

Die Objektmessung ist weniger zuverlässig, weil nicht das gleichmäßig einfallende Licht, sondern das reflektierte gemessen wird, das von den einzelnen Partien des Motivs recht unterschiedlich wiedergegeben werden kann. Das versuchen die Belichtungsmesser unter Zugrundelegung des mittleren Grau auszugleichen. Ist aber ein Motiv nicht durchschnittlich, sondern überwiegend hell oder überwiegend dunkel, setzen die Belichtungsmesser aufgrund ihrer Kalibrierung das Überwiegende als mittleres Grau voraus und verschieben so die Graustufung des Motivs in die eine oder andere Richtung, so dass helle Motive unterbelichtet und dunkle Motive überbelichtet wiedergegeben werden. Bei Schnee, Strand, weißer Hausfront, im tiefen Wald und in ähnlichen Situationen besteht daher die Gefahr, falsch zu belichten.
Unterbelichtete Bilder wirken zu dunkel und in den Schatten erscheint keine Zeichnung mehr, sie laufen zu. Überbelichtete Bilder sind zu hell und in den Lichtern erscheint keine Zeichnung mehr. Sie wirken ausgefranst und die Farben verwaschen.
Mögliche Fehler bei der Belichtungsmessung lassen sich auf verschiedene Art und Weise vermeiden. Einfach ist eine Belichtungsreihe mit mindestens drei, um einen halben oder einen drittel Blendenwert unterschiedlichen Belichtungen. Einfach ist es auch, ein helles oder dunkles Motiv nicht direkt, sondern seitlich des eigentlichen Motivs, da wo sich mittleres Grau findet, zu messen und die Kamera mit diesen Werten auf das Motiv zu schwenken. Zuverlässig und einfach ist es, die beiden vorgenannten Methoden miteinander zu kombinieren. Zuverlässig, aber umständlich ist das Messen über eine Graukarte.

Belichtungsreihe mit Histogrammen
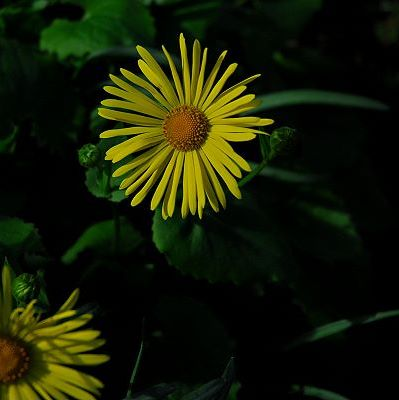
Belichtungsreihe: Unterbelichtung
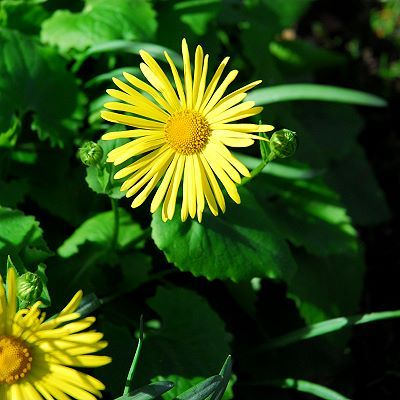
Belichtungsreihe: Korrekte Belichtung
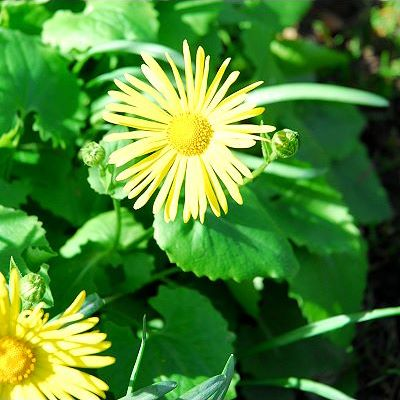
Belichtungsreihe: Überbelichtung
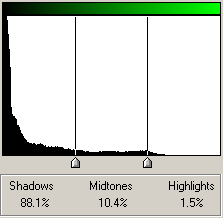
Histogramm der Unterbelichtung
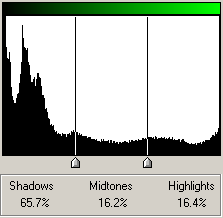
Histogramm der korrekten Belichtung
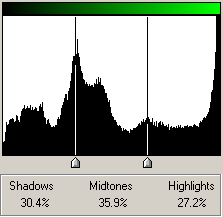
Histogramm der Überbelichtung

## Kalibrierung der Messung
Die Beziehung zwischen Lichtwert {\displaystyle LW}, der Blendenzahl {\displaystyle k} und der Belichtungszeit {\displaystyle t} lautet bei dem Bezugswert für den Belichtungsindex von {\displaystyle S_{i}=100} wie folgt:
{\displaystyle 2^{\mathrm {LW} }={\frac {k^{2}}{t}}}
Ein Belichtungsmesser errechnet bei einer Reflexionsmessung (Objektmessung) den für die Kameraeinstellung relevanten Lichtwert aus der gemessenen Leuchtdichte {\displaystyle L_{v}} eines Objekts über folgende Formel:
{\displaystyle {\frac {k^{2}}{t}}={L_{v}\cdot \mathrm {S_{i}} }/{K}}
Dabei ist K der Kalibrierungsfaktor des Belichtungsmessers. K wird laut ANSI/ISO 2720-1974 zwischen 10,6 und 13,4 gewählt. Normalerweise ist K = 12,5 bei Nikon, Canon, Sekonic und K=14 bei Minolta und Pentax.
Bei der Messung des einfallenden Lichts (Lichtmessung) wird der Lichtwert {\displaystyle LW} aus der gemessenen Beleuchtungsstärke {\displaystyle E_{v}} (Maßeinheit Lux) nach folgender Formel abgeleitet:
{\displaystyle {\frac {k^{2}}{t}}={E_{v}\cdot \mathrm {S_{i}} }/{C}}
Mit einem Zylinderaufsatz (flach) vor dem Sensor des Belichtungsmessers sind die von ANSI/ISO 2720-1974 empfohlenen Werte 240 bis 400 (typisch 250). Mit einem Halbkugelaufsatz liegen die empfohlenen Werte für C bei 320 bis 540, wobei meist Werte bei 340 üblich sind.
In der Praxis empfiehlt es sich bei Lichtmessungen, den Belichtungsindex einer Digitalkamera über eine Referenzmessung (Graukarte) mit dem externen Belichtungsmesser abzugleichen, da die von unterschiedlichen Herstellern angegebenen ISO-Werte für digitale Sensoren erheblich abweichen können.

## Digitale optische Geräte
Bei digitalen optischen Geräten kann die Belichtungsmessung auch durch den Bildsensor selbst erfolgen, mit dem das Bild aufgenommen werden soll. Im Live-View-Modus kann dem Nutzer dann sogar schon vor der Bildaufnahme auf einem Bildschirm oder in einem elektronischen Sucher angezeigt werden, wenn eine Überbelichtung vorliegt, indem die überbelichteten Bildpunkte durch eine auffällige Farbe oder durch eine Zebramusterung gekennzeichnet werden:

Überbelichtung
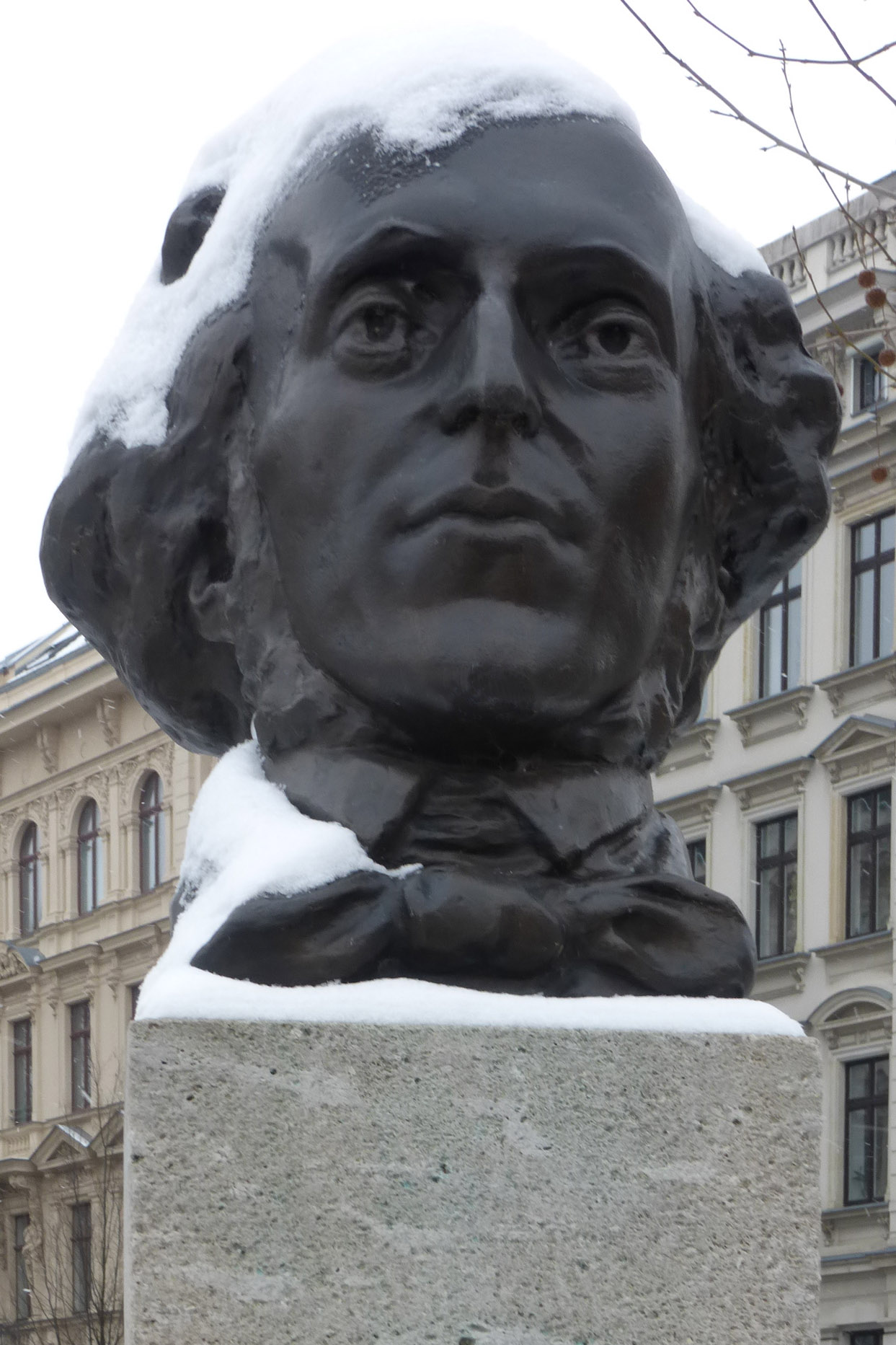
Fotografische Aufnahme mit überbelichtetem Teilbereichen im bewölkten Himmel, die Schneebedeckung ist dunkler als der Weißwert
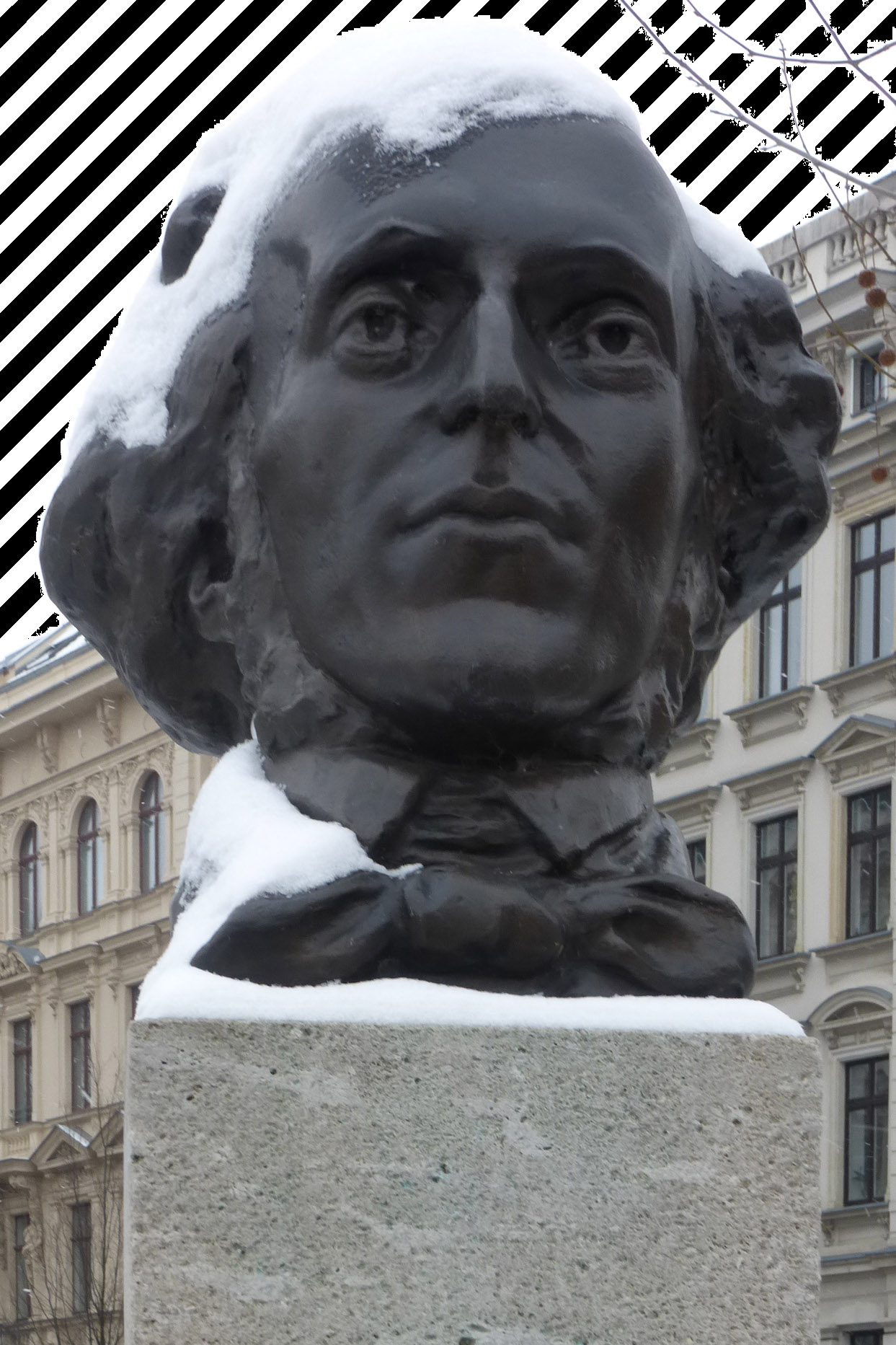
Hervorhebung der überbelichteten Bildpunkte durch eine Zebramusterung
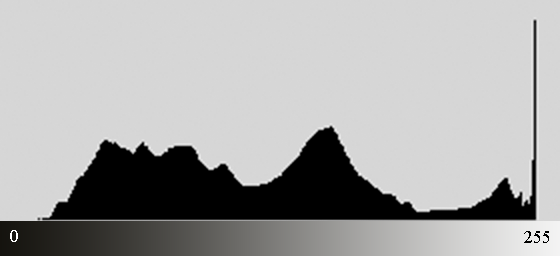
Histogramm mit der dazugehörigen Verteilung der Häufigkeiten von Helligkeitswerten – wegen der Überbelichtung ist der Weißpunkt am rechten Rand des Histogramms sehr häufig vertreten

## Belichtung ohne Messung
Behelfsmäßig kann die Belichtung auch ohne Messung aufgrund von Erfahrungswerten vorgenommen werden, wie es bei den alten Kameras vor dem Aufkommen der Belichtungsmesser der Fall war. In der Zeit von zwei Stunden nach Sonnenaufgang bis zwei Stunden vor Sonnenuntergang gilt für ISO 100 und eine Belichtungszeit von 1/250 Sekunden:
| Licht                          | Blende |
| ------------------------------ | ------ |
| Strand, Schnee in heller Sonne | 16     |
| helles Sonnenlicht             | 11     |
| dunstiges Sonnenlicht          | 8      |
| bewölkt, hell                  | 5,6    |
| bewölkt, offene Schatten       | 4      |

In den Sommermonaten ist zu den vorgenannten Angaben um einen halben Blendenwert weiter abzublenden, in den Wintermonaten entsprechend aufzublenden. Bei extremen Lichtverhältnissen kann auch eine Korrektur um einen Blendenwert erforderlich sein.